# ダレン・ヘイズ

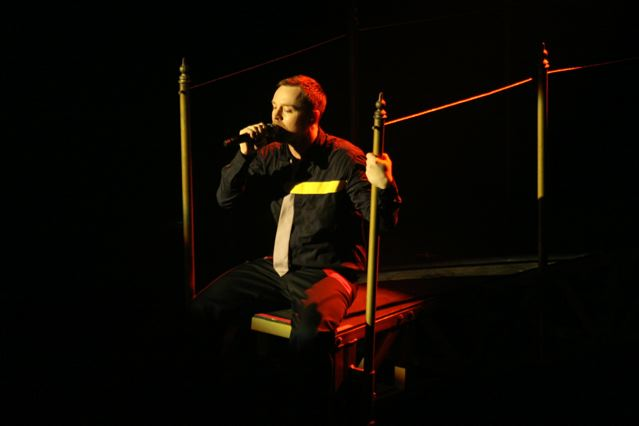
ダレン・ヘイズ（2007年）

ダレン・ヘイズ（Darren Stanley Hayes、1972年5月8日 - ）は、オーストラリア・ブリスベン出身のシンガーソングライター。現在はサンフランシスコ在住。1996年ダニエル・ジョーンズと共にポップ・デュオ、サヴェージ・ガーデン (Savage Garden) を結成。1997年にアルバム『Savage Garden』をリリース。1999年にセカンド・アルバム『Affirmation』を発表し、シングル『I Knew I Loved You』は4週連続1位、全米年間3位の大ヒットを果たした。サヴェージ・ガーデンは2001年に解散するまで全世界で計2300万枚のセールスを上げた。
その後、ソロとして活動を開始。2002年3月、アルバム『Spin』を発表。UKアルバムチャートで初登場2位を記録し、全世界で200万枚のセールスを上げた。セカンドアルバム『The Tension and The Spark』では実験的でダークな曲調を全面に出し、シンガーソングライターとしての大きな方向転換をすることとなった。これが2006年にレーベルと決別する理由となり、ダレン・ヘイズは自身のインディーズレーベル「Powdered Sugar」を設立。2011年にフォースアルバム『Secret Codes And Battleships』を発表した。Savage Gardenとソロの時期を合わせ、全世界で2500万枚以上を売り上げている。

## 経歴

### 1993–2001: サヴェージ・ガーデン
1993年、幼稚園の先生をしていたダレンは「Red Edge」というバンドのリードシンガーを募集していた雑誌広告に応募。緊張のためかキーを間違えて歌ったが、メンバーであるダニエル・ジョーンズが気に入り参加することになった。バンドは1994年に解散し、ダレンはダニエルと共に活動することとなった。当初は自分たちを「Crush」と名乗っていたが、イギリスに同名のバンドがいることから、アン・ライスの小説「ヴァンパイア・レスタト」に登場する言葉である「Savage Garden」というバンド名を命名した。
サヴェージ・ガーデンは1995年にチャールズ・フィッシャーをプロデューサーに迎え、アルバムのレコーディングを開始した。デビューシングル『I Want You』は1996年にリリースされ、オーストラリアでその年最大のヒットシングルとなり、全米シングルチャートでも最高2位、セカンド・シングル『To The Moon And Back』は1996年末にオーストラリアのチャートでトップを獲得。続く『Truly Madly Deeply』は2週連続1位を記録、1997年に最も売れたシングルとなった。デビュー・アルバム『Savage Garden』はオーストラリアで1997年に最も売れたアルバムになり、オーストラリアの音楽賞であるARIAミュージック・アワードで10部門を受賞、ギネス記録となった。
ダレンはサヴェージ・ガーデンを国際的に宣伝するためニューヨークへと移住したが、ダニエルはブリスベンに残ることとなった。1998年に『Truly Madly Deeply』がアメリカでチャート1位を獲得。アルバムはアメリカ国内で700万枚のセールスを記録した。
居住地の違う二人は電話やインターネットなどでやりとりをしながら、アルバム『Affirmation』を制作。プロデューサーにはウォルター・アファナシエフを迎える。この頃、ダレンは学生時代から付き合っていた妻と離婚。アルバムの曲にも痛みや別れを反映したものがある。1999年、アルバムをリリースし、シングル『I Knew I Loved You』はアメリカでナンバーワンを獲得。アルバムは2000年末までに600万枚のセールスを記録した。2000年のシドニーオリンピックでは閉会式のセレモニーでタイトルトラックであるAffirmationを演奏した。
ダレンは2000年にカリフォルニア州サウサリートに引っ越す。メディアにはダレンがデュオの顔として主に出るようになっていた。2001年10月にインタビューでサヴェージ・ガーデンが解散したことを話している。サヴェージ・ガーデンはこれまでで2300万枚を売り上げていた。

### 2002–現在:ソロ・キャリア

#### 2002: Spin
ダレンはファースト・ソロ・アルバム『Spin』を制作、2002年にリリースした。プロデューサーはAffirmationと同じくウォルター・アファナシエフが担当。サヴェージ・ガーデン時代と同じ曲調ではあるが、よりソフトな感じでR&B系を取り入れ、ファースト・シングルのバラード『Insatiable』はオーストラリアで三位を獲得。シングル『Strange Relationship』『Crush(1980me)』『I Miss You』もチャートに登場した。アルバムはオーストラリアでは三位、イギリスでは二位を獲得した。デンマーク、スウェーデン、フィンランドでもトップテンに入った。アメリカでは、サヴェージ・ガーデンと同じ成功は収められなかったが、ビルボードで35位に入る。アルバムはサヴェージ・ガーデン時代と変わらない成功を予感させるものであったが、レコード会社の期待に沿うほどではなかった。また、ツアーで来日した際にはそれにあわせて日本のみで2003年10月、ライブ音源『TOO CLOSE FOR COMFORT』が発売された。

#### 2003–2004: The Tension and the Spark
ダレンは制作に二年をかけ、セカンドアルバム『The Tension and The Spark』を2004年9月23日に発売。プロデュースはダレン自身とロバート・コンリー（SpinでCrush(1980me)を担当）。アルバムは多くがエレクトリックで、随所にアコースティックが散りばめられたもので、大胆な方向転換をするものだった。また、芸術的に大きな前進をしたと強い賞賛を浴びるものであったが、以前までのラジオフレンドリーなポップスに期待していたファンは大部分が遠ざかる結果となった。ファースト・シングル『Pop!ular』は2004年7月12日にリリースされ、USダンスチャートではナンバーワンを獲得、イギリスでも好結果となった。次のシングル『Darkness』はオーストラリアでトップ50の下位ながらもチャートインした。
Spin時代に制作した『When You Say You Love Me』はヒューマン・ネイチャーのアルバム『Walk The Tightrope』に提供され、2004年4月オーストラリアでトップ20に入った。また、2008年のアルバム『A Symphony of Hits』では彼自身が参加して、再録音もされている。また、アメリカン・アイドル出身の歌手、クレイ・エイケンのアルバム、『Measure of a Man』にも提供されている。

#### 2005–2006: Truly Madly Completely
2005年、ダレンはロバート・コンリーと制作した『So Beautiful』『California』をサヴェージ・ガーデンのベスト盤『Truly Madly Completely:The Best of Savage Garden』に収録した。これらの曲は『The Tension And The Spark』のエレクトリックな影響がまだ残っているが、初期の曲を思い出させるものである。
また、シドニー・オペラ・ハウスでのパフォーマンスが収録されているDVD『A Big Night in with Darren Hayes』をリリースした。
2006年7月9日、ダレンは10年間契約していたコロムビア・レコードと袂を分かつことを発表した。

#### 2007–2008: This Delicate Thing We've Made
ダレンは2007年、サードアルバム『This Delicate Thing We've Made』を制作。アルバムは二枚組みで、25曲収録された。多くの曲の共同執筆をロバート・コンリーが行い、Time Machineツアーでキーボード担当のジャスティン・シェイブも制作、プロデュースしている。アルバムは2007年8月20日に自身のインディーズレーベル「Powdered Sugar」より発売され、ファーストシングル『On the Verge of Something Wonderful』はオーストラリアで2007年8月28日に、イギリスとインターネットでは8月6日に発売された。
2007年4月9日にダレンはアルバム内の曲『Who Would Have Thought?』を公式サイト、MySpace内で発表した。これにはダレンのパートナーであるアニメーター、ディレクターのリチャード・カレンがアニメーションを担当している。4月頃、アルバム中の曲『Step into the Light』のリミックスが世界のクラブでかけられた。アルバムバージョンは公式サイト、MySpaceで2007年4月30日にリリースされた。
2007年前半、ダレンはアルバムから選曲し、Time Machineツアーを世界中でパフォーマンスした。チケットが10分以内に完売する回もあった。ダレンは2007年5月にアメリカ、カナダを皮切りに、ニューヨーク、トロント、シカゴ、サンフランシスコ、ロサンゼルスをテンポシャークというバンドとともにパフォーマンスし、良い評価を得た。
2007年8月20日、『This Delicate Thing We've Made』がイギリス、アメリカ、オーストラリアで発売された。
2007年9月より「The Time Machine Tour」をイギリス、オーストラリアで開始。最終日のブリスベン公演はDVDとしてリリースされた。DVDは限定版と通常版があり、限定版はダレン・ヘイズ公式サイト限定で2000枚販売され、32ページのブックレットに300枚の写真や文章の入ったものである。

#### 2009–現在: We Are Smug
2009年4月19日、ダレンはTwitterで新しいアルバムの準備をしていることを告げた。5月8日に、MySpaceにてロバート・コンリーと共同で、「We Are Smug」名義のアルバムをプロデュースすることを発表。十曲組みのアルバムをMySpaceのリンクより、無料でダウンロードできるようになった。ダレンとロバートは共にヴォーカルも担当している。また、ダレンはウエストライフに曲を提供することも発表している。2011年10月25日にはフォースアルバム『Secret Codes And Battleships』が発売された。

## 私生活
1994年にメイクアップ・アーティストのコルビー・テイラーというオーストラリア人女性と結婚していたが、1998年に別居、2000年に離婚した。2006年6月19日、2年越しの恋人であった英国人男性リチャード・カレンと、ロンドンにて同性結婚した。ダレン自身のコメントは、「普段、自分の私生活についてコメントする事はほとんどありませんが、私はボーイフレンドとロンドンで結婚しました。人生で最も幸せな日となりました」。

## ディスコグラフィ
| - 2002: Spin - 2004: The Tension and the Spark - 2007: This Delicate Thing We've Made - 2009: We Are Smug - 2011: Secret Codes And Battleships - 2006: Darren Hayes - Too Close for Comfort: Tour Film - 2006: A Big Night in with Darren Hayes - 2008: The Time Machine Tour - 2008: This Delicate Film We've Made | - 2002: "Insatiable" - 2002: "Strange Relationship" - 2002: "I Miss You" - 2003: "Crush (1980 Me)" - 2004: "Pop!ular" - 2004: "Darkness" - 2004: "Unlovable" - 2005: "So Beautiful" - 2007: "On the Verge of Something Wonderful" - 2007: "Who Would Have Thought" - 2007: "Me, Myself and (I)" - 2008: "Casey" - 2002: Too Close To Comfort Tour - 2004: Dark/Light Tour - 2006: A Big Night In With Darren Hayes Tour - 2007: The Time Machine World Tour - 2008: The Side Two Tour |